# طيران ناميبيا
طيران ناميبيا كانت الناقل الوطني لدولة ناميبيا، ويقع مقرها في ويندهوك، وتقدم الشركة خدامتها لوجهات محلية وإقليمية ودولية وأيضا خدمات الشحن، وتتخد من مطار ويندهوك الدولي مقرا لخدماتها، ومطار ويندهوك إيروس مقرا لخدماتها المحلية.
كانت الشركة في سبتمبر 2013 مملوكة بالكامل من قبل الحكومة، طيران ناميبيا هي عضو سابق في اتحاد شركات الطيران الأفريقية وجمعية شركات الطيران الأفريقية.

## الوجهات
اعتبارًا من يونيو 2018، كان للشبكة خطوط إلى 18 وجهة  19 مطارًا في تسعة بلدان مختلفة في إفريقيا وأوروبا، وسبع من هذه الوجهات هي وجهات محلية.

### اتفاقيات الرمز المشترك
كان لطيران ناميبيا اتفاقية الرمز المشترك مع شركات الطيران التالية في سبتمبر 2017:
- كوندور للطيران
- الخطوط الجوية الإثيوبية
- الخطوط الجوية الكينية
- الخطوط الجوية التركية

## الأسطول

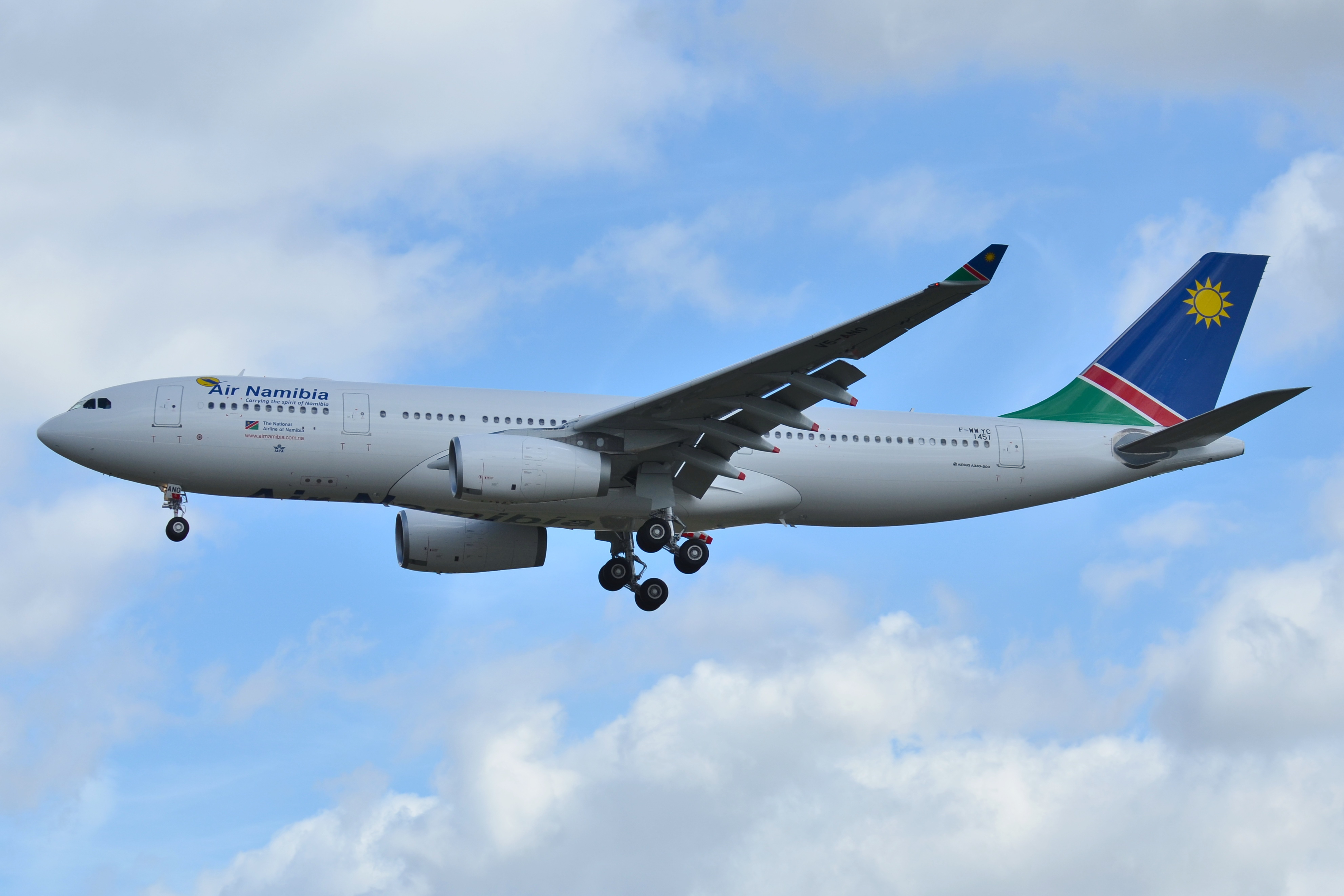
طائرة إيرباص إيه 330 تابعة لطيران ناميبيا

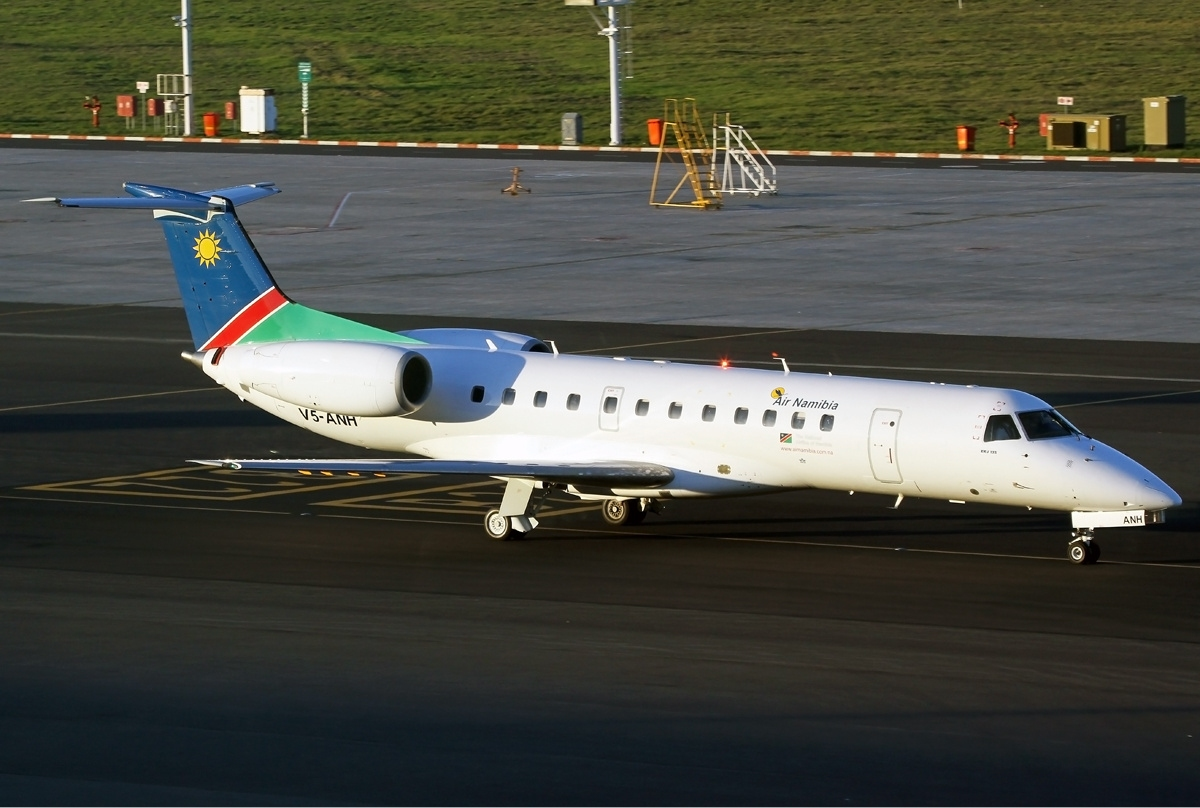
طائرة إمبراير إي آر جيه 145 تابعة لطيران ناميبيا

### الأسطول النهائي
يتكون أسطول طيران ناميبيا من الطائرات التالية (في أغسطس 2019):
| الطائرة               | في الخدمة | مطلوبة | الركاب       | الركاب   | الركاب  | ملاحظات |  |
| الطائرة               | في الخدمة | مطلوبة | رجال الأعمال | السياحية | المجموع | ملاحظات |  |
| --------------------- | --------- | ------ | ------------ | -------- | ------- | ------- |  |
| إيرباص إيه 319        | 4         | —      | 16           | 96       | 112     |         |  |
| إيرباص إيه 330        | 2         | —      | 30           | 214      | 244     |         |  |
| إمبراير إي آر جيه 145 | 4         | 2      | —            | 37       | 37      |         |  |
| إمبراير إي آر جيه 145 | —         | 4      | —            | 50       | 50      |         |  |
| المجموع               | 10        | 6      |              |          |         |         |  |

### الأسطول التاريخي

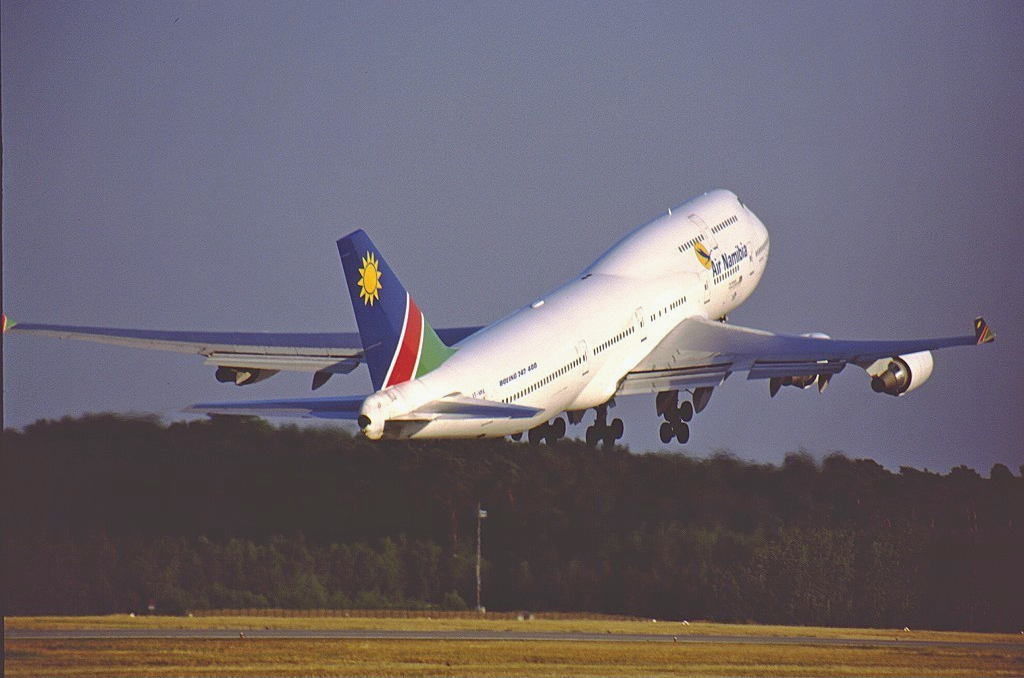
طائرة بوينغ 747-400 تابعة لشركة طيران ناميبيا تقلع من مطار فرانكفورت في عام 2001.

سبق للشركة تشغيل الطائرات التالية:
- إيرباص إيه 340[15]
- إيه تي آر 42[16]
- بيتشكرافت 1900[17]
- بوينغ 727[16]
- بوينغ 737
- بوينغ 737
- بوينغ 737 كلاسيك
- بوينغ 737 الجيل القادم
- بوينغ 747 أس بي[18]
- بوينغ 747-400[19]
- بوينغ 767
- سيسنا 182[20]
- سيسنا 210[21]
- سيسنا 310[21]
- سيسنا 402[21]
- سيسنا 404 تيتان[21]
- سيسنا 414[21]
- كونفير سي في -240[22]
- دوغلاس سي-47 سكاي ترين
- دوغلاس سي-47 سكاي ترين
- Douglas C-54A  [لغات أخرى]‏
- Douglas C-54B  [لغات أخرى]‏
- بومباردييه داش 8
- دوغلاس دي سي-4
- دوغلاس دي سي-6
- فيرتشايلد إف-27[22]
- فوكر إف 28 فلوشيب
- فوكر إف 28 فلوشيب
- هوكر سايدلي إتش أس 748
- سي أن-235[23]
- ماكدونل دوغلاس أم دي-11[24]
- بايبر بيه إيه-31 نافاجو
- Piper PA-34 Seneca